# Žan Karničnik
Žan Karničnik (Slovenj Gradec, 18 de septiembre de 1994) es un futbolista esloveno que juega en la demarcación de defensa para el NK Celje de la Primera Liga de Eslovenia.

## Selección nacional
Hizo su debut con la selección de fútbol de Eslovenia en un partido de la Liga de Naciones de la UEFA 2022-23 contra Malta que finalizó con un resultado de 0-4 a favor del combinado esloveno tras los goles de Andraž Šporar, Benjamin Šeško y un doblete de Josip Iličić.

### Participaciones en Eurocopas
| Copa          | Sede     | Resultado        | Partidos | Goles |
| ------------- | -------- | ---------------- | -------- | ----- |
| Eurocopa 2024 | Alemania | Octavos de final | 4        | 1     |

## Clubes
| Club                      | País      | Año       | Partidos | Goles |
| ------------------------- | --------- | --------- | -------- | ----- |
| Radlje ob Dravi           | Eslovenia | 2013-2015 | 51       | 10    |
| NK Maribor II             | Eslovenia | 2015-2017 | 50       | 11    |
| NK Maribor                | Eslovenia | 2017      | 1        | 0     |
| NŠ Mura                   | Eslovenia | 2017-2022 | 180      | 17    |
| PFC Ludogorets Razgrad II | Bulgaria  | 2022      | 4        | 0     |
| PFC Ludogorets Razgrad    | Bulgaria  | 2022      | 23       | 0     |
| NK Celje                  | Eslovenia | 2023-     | 100      | 7     |

## Palmarés

### Títulos nacionales
| Título                    | Club                   | País      | Año  |
| ------------------------- | ---------------------- | --------- | ---- |
| Primera Liga de Eslovenia | NK Maribor             | Eslovenia | 2017 |
| Copa de Eslovenia         | NŠ Mura                | Eslovenia | 2020 |
| Primera Liga de Eslovenia | NŠ Mura                | Eslovenia | 2021 |
| Primera Liga de Bulgaria  | PFC Ludogorets Razgrad | Bulgaria  | 2022 |
| Primera Liga de Eslovenia | NK Celje               | Eslovenia | 2024 |
| Copa de Eslovenia         | NK Celje               | Eslovenia | 2025 |